# Blodelsheim
 Blodelsheim  là một xã thuộc tỉnh Haut-Rhin trong vùng Grand Est, đồng bắc Pháp. Xã này có diện tích 20,69 km², dân số năm 1999 là 1643 người. Khu vực này có độ cao trung bình 210 mét trên mực nước biển.